# Jean Odoutan

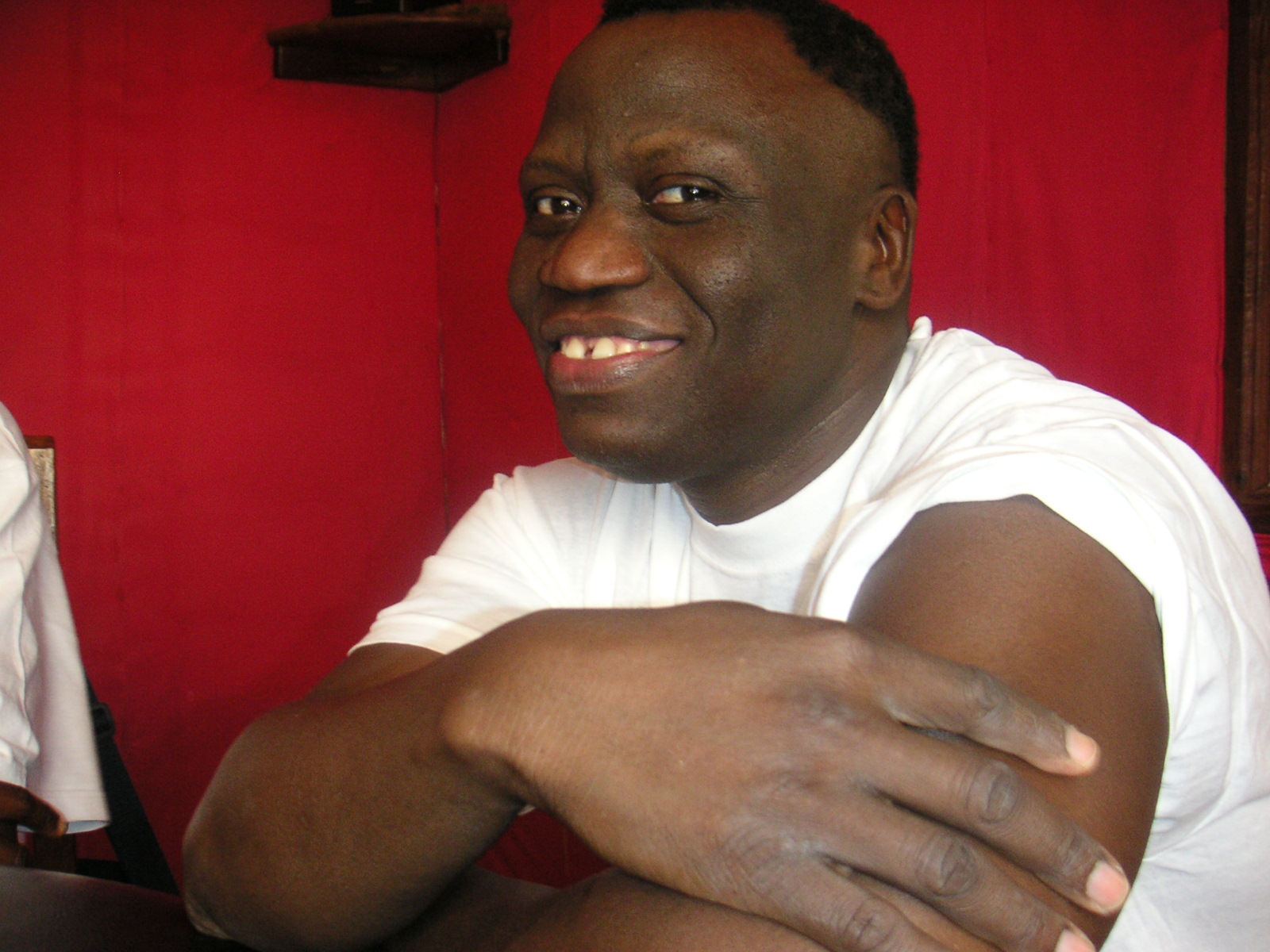
Jean Odoutan. 2005.

Jean Odoutan (geb. 1965, Benin) ist ein Drehbuchautor, Regisseur, Schauspieler, Filmproduzent und Komponist aus Benin.

## Leben
Als Produzent produziert und komponiert Jean Odoutan selbst die Musik für seine Filme. Er ist sowohl Drehbuchautor, Regisseur, Produzent. als auch Verleiher seiner Filme durch seinen Filmverleih distribution 45rdlc. Sein erster Langfilm, Barbecue Pejo, wurde auf zahlreichen  afrikanischen, europäischen und amerikanischen Filmfestivals gezeigt und er erhielt den Prix d’interprétation féminine (Preis für die beste Hauptdarstellerin) in Khourigba (Marokko) für die Rolle der Fati, welche von der Komikerin Laurentine Milebo gespielt wurde. Milebo trat auch beim Panthéon des Grandes Comédiennes (17. August 2015) in Paris auf.
Mehrere seiner Filme wurden auch auf internationalen Festivals ausgezeichnet. Beispielsweise Djib und Pim-Pim Tché–Toast de vie! (ein Toast aufs Leben) beim Festival Vues d’Afrique in Montréal, Kanada.
Odoutan hat das Festival international du film de Ouidah („Quintessence“) in Ouidah ins Leben gerufen. Das Festival wird seit 2003 jährlich veranstaltet und zeigt Filme aus allen Kontinenten.
Odoutan hat in Benin auch das Institut Cinématographique de Ouidah (L’ICO) gegründet, eine Filmschule, welche junge frankofone Filmemacher anspricht.
Jean Odoutan lebt seit 1980 in Frankreich.

## Filmographie

### Als Produzent
- 1999: Barbecue-Pejo
- 2000: Djib
- 2002: Mama Aloko
- 2002: La Valse des gros derrières (Walzer der großen Hintern)
- 2002: La Porte du non-retour (Tür ohne Wiederkehr)
- 2010: Pim-Pim Tché: Toast de vie!
- 2022: Le Panthéon de la joie (Pantheon der Freude)

### Als Schauspieler
- 1984: Zwei Fische auf dem Trockenen (Marche à l’ombre) von Michel Blanc
- 1988: Black Mic-Mac 2 von Marco Pauly
- 1988: La Bohème von Luigi Comencini
- 1992: Diên Biên Phu von Pierre Schœndœrffer
- 1992: L.627 von Bertrand Tavernier: Mamadou Diop
- 2000: Barbecue-Pejo: Boubacar
- 2000: Djib: Monsieur Explorer
- 2002: Mama Aloko: Jean
- 2002: L’envol, Kurzfilm von Mallory Grolleau
- 2004: La valse des gros derrières: Rod
- 2002: La Porte du non-retour
- 2010: Pim-Pim Tché–Toast de Vie: Courage